# Atletismo nos Jogos Pan-Americanos de 1979 - Pentatlo feminino
A prova do pentatlo feminino nos Jogos Pan-Americanos de 1979 foi realizada em San Juan, Porto Rico.

## Medalhistas
| Ouro                        | Prata                            | Bronze               |
| Diane Konihowski CAN Canadá | Jodi Anderson USA Estados Unidos | Jill Ross CAN Canadá |

## Resultados
| Posição           | Nome               | Nacionalidade      | Pontos | Notas |
| ----------------- | ------------------ | ------------------ | ------ | ----- |
| Medalha de ouro   | Diane Konihowski   | CAN Canadá         | 4605   |       |
| Medalha de prata  | Jodi Anderson      | USA Estados Unidos | 4434   |       |
| Medalha de bronze | Jill Ross          | CAN Canadá         | 4112   |       |
| 4                 | Olga Verissimo     | BRA Brasil         | 3865   |       |
| 5                 | Nancy Vallecilla   | ECU Equador        | 3818   |       |
| 6                 | Yvonne Neddermann  | ARG Argentina      | 3815   |       |
| 7                 | María Angeles Cato | MEX México         | 3782   |       |
| 8                 | Elida Aveillé      | CUB Cuba           | 3706   |       |